# Saint-Martin-du-Boschet
Saint-Martin-du-Boschet is een gemeente in het Franse departement Seine-et-Marne (regio Île-de-France) en telt 187 inwoners (1999). De plaats maakt deel uit van het arrondissement Provins.

## Geografie
De oppervlakte van Saint-Martin-du-Boschet bedraagt 16,5 km², de bevolkingsdichtheid is 11,3 inwoners per km².
De onderstaande kaart toont de ligging van Saint-Martin-du-Boschet met de belangrijkste infrastructuur en aangrenzende gemeenten.

## Demografie
Onderstaande figuur toont het verloop van het inwonertal (bron: INSEE-tellingen).